# Lai Tân
Lai Tân (tiếng Tráng: Laizbin Si, chữ Hán giản thể:来宾市, bính âm: Láibīn) là một địa cấp thị của Khu tự trị dân tộc Choang Quảng Tây, Trung Quốc. Dân số: 2.450.000 người.

## Địa lý
Lai Tân nằm ở trung bộ khu tự trị dân tộc Choang Quảng Tây, với sông Hồng Thủy chảy qua và có đường sắt Tương Quế chạy ngang. Phía bắc tiếp giáp với Liễu Châu, phía đông bắc tiếp giáp Quế Lâm và Ngô Châu, phía đông nam tiếp giáp Quý Cảng, phía tây nam tiếp giáp Nam Ninh, phía tây tiếp giáp Hà Trì. Năm 2004, địa cấp thị Lai Tân được tách ra từ địa khu Liễu Châu.

## Phân chia hành chính
Lai Tân có 1 khu (quận) nội thành, 1 thành phố cấp huyện và 4 huyện.
- Khu: Hưng Tân
- Thành phố cấp huyện Hợp Sơn
- Huyện: Hân Thành, Vũ Tuyên, Tượng Châu và huyện tự trị dân tộc Dao Kim Tú.